# De Naald (Apeldoorn)
De Naald is een Nederlands monument aan de Zwolseweg in Apeldoorn. De zeventien meter hoge obelisk werd geplaatst op 9 maart 1901 en staat bij Paleis Het Loo, op het snijpunt van een aantal zichtassen. De Naald was eigendom van de Staat (Rijksgebouwendienst) en is op 15 januari 2016 overgedragen aan de Nationale Monumentenorganisatie en Stichting Monumentenbezit.

## Geschiedenis

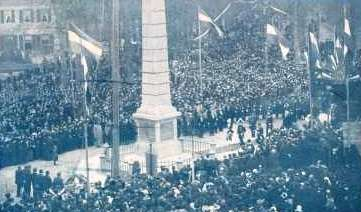
Onthulling in 1901

Locatie van De Naald in Apeldoorn

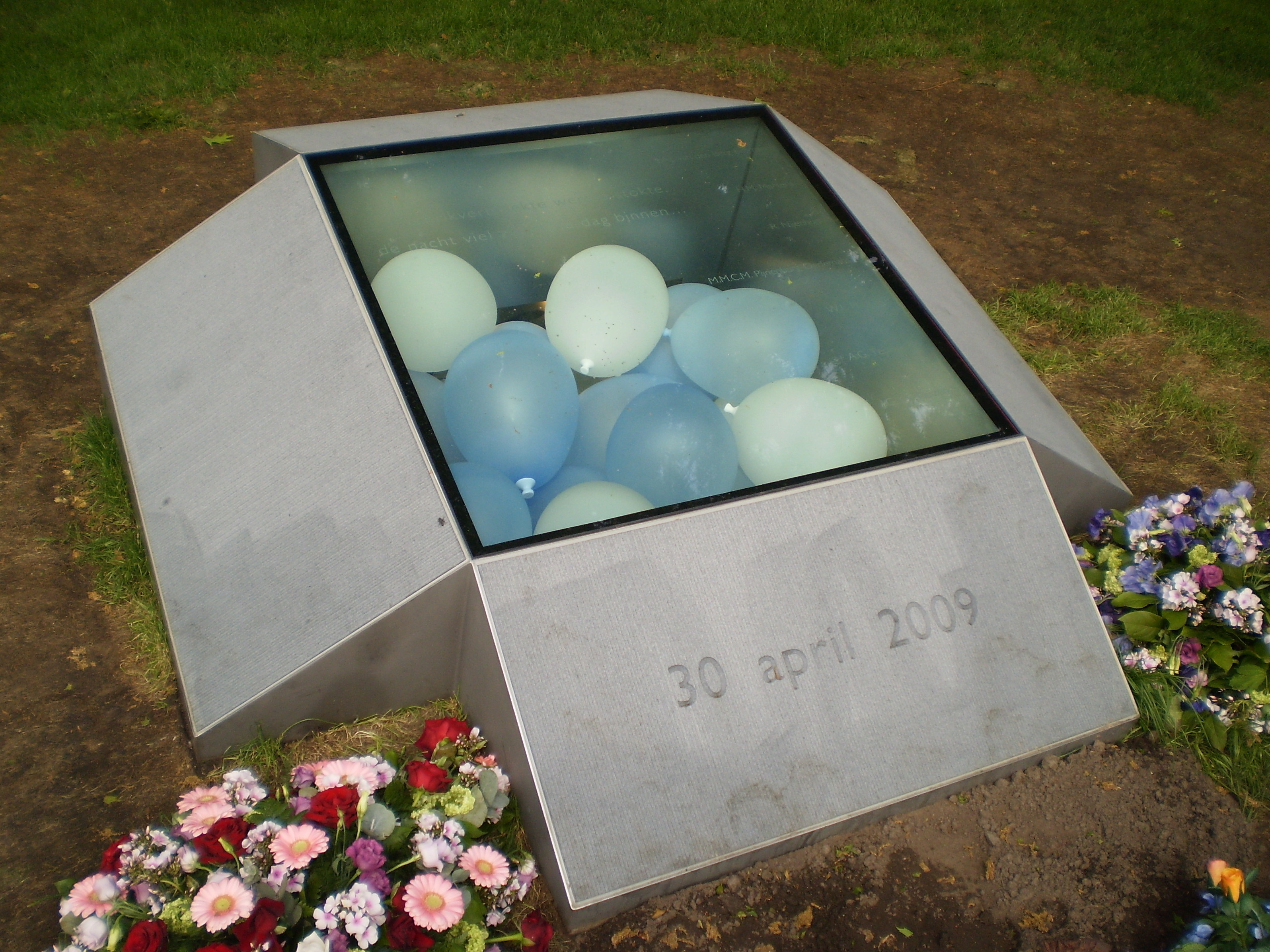
Monument ter nagedachtenis aan slachtoffers aanslag 2009

De Naald was een cadeau van de inwoners van Apeldoorn aan het bruidspaar koningin Wilhelmina en prins Hendrik. Tegelijkertijd was het een eerbetoon aan de ouders van koningin Wilhelmina; koning Willem III en koningin-regentes Emma. De oprichting was een idee van de Apeldoornse burgemeester H.P.J. Tutein Nolthenius en een ontwerp van architect Gerrit de Zeeuw. Voor de bekostiging van het monument werd onder de Apeldoornse bevolking een collecte gehouden, die 3.518 gulden en 37½ cent opleverde.
Op 7 februari 1901, de huwelijksdag van Wilhelmina, was De Naald nog niet klaar. In de voet werd op die datum alvast een koker gemetseld met een oorkonde, munten en postzegels uit die tijd. Er is een plaquette bevestigd aan het monument, waarop de volgende tekst staat: Gesticht door de Ingezetenen der Gemeente Apeldoorn als eene dankbare hulde aan de doorluchtige ouders van Hare Majesteit Koningin Wilhelmina. De portretten van Willem III en Emma staan en profil afgebeeld op twee medaillons gemaakt door Pieter Puype.
Anno 2013 was het rijk als eigenaar in gesprek met Museum Paleis Het Loo over een eventuele overname van het monument door het museum. Op 15 januari 2016 heeft het Rijk het bouwwerk overgedragen aan de Nationale Monumentenorganisatie en Stichting Monumentenbezit.

## Aanslag
Op Koninginnedag 2009 vond bij het monument een aanslag plaats, waarbij een automobilist met hoge snelheid tegen de Naald reed, juist op het moment dat de koninklijke familie in een open bus op weg naar paleis Het Loo voorbijkwam. Enkele lage hardstenen paaltjes en het hekwerk rond het monument werden zwaar beschadigd. Acht personen kwamen door het incident om het leven, onder wie de bestuurder van de auto.
Op 29 april 2010 (de dag voor Koninginnedag 2010) is in de buurt van De Naald een monument van glaswerk onthuld ter nagedachtenis aan de aangereden slachtoffers.